# Monoflata farinosa
Monoflata farinosa är en insektsart som först beskrevs av Walker 1858.  Monoflata farinosa ingår i släktet Monoflata och familjen Flatidae. Inga underarter finns listade i Catalogue of Life.